# 니토베 이나조

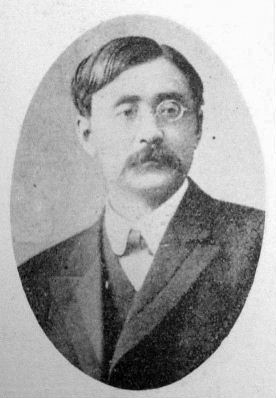
니토베 이나조(1862-1933)

니토베 이나조(일본어: 新渡戸稲造, 1862년(분큐 2년) 9월 1일 ~ 1933년(쇼와 8년) 10월 15일)는 일본 메이지 시대와 다이쇼 시대에 걸쳐 활동했던 사상가이자 농업 경제학자, 교육가, 외교가, 정치가이다.
그의 가장 유명한 저서로는 《무사도》가 있으며 일본 화폐 5000엔(円)권(1984~2007년 발행)에는 한때 그의 초상이 실려 있었다. 그는 당시에 일본에서 가장 권위있는 국제주의자였고, 오늘날까지도 그 명성을 유지하고 있다.

## 생애
니토베 이나조는 1862년에 이와테현 모리오카시에서 태어났다. 어릴 때, 숙부한테 도쿄에서 공부해보지 않겠냐는 제안을 받아들여 상경하여 공관의숙이라는 학교에 입학하게 된다. 그러다가 13살에는 도쿄영어학교에 입학하게 되고, 그 곳에서 사토 쇼스케(후 홋카이도제국대학 초대 총장)을 만나 서로 많이 교류를 하게 됐다고 한다. 그 후, 사토 소스케는 그 당시 유일하게 학사호를 받을 수 있던 삿포로농학교(현 홋카이도대학)에 1기생으로 입학하게 되고, 니토베 이나조는 2기생으로서 삿포로농학교에 입학하게 된다.
삿포로농학교 졸업 후, 제국대학(현 도쿄대학)에 진학한다. 하지만 당시 삿포로농학교에 비해 도쿄제국대학의 수준이 상당히 낮은 것에 실망하게 되어 1년도 안 되어서 자퇴하고, 미국의 존스 홉킨스 대학교에 입학. 그 후, 독일의 할레대학교(현 할레-비텐베르크대학교)에서 농업경제학 박사 학위를 취득하였다.
그 후, 삿포로농학교 교수에 취임하고, 몸 상태가 안좋아져 퇴직하고 부시도를 썼다. 그 후, 대만총독부에서 기술직으로 임명되었다. 퇴직 뒤, 교토제국대학 교수를 거쳐 도쿄제국대학 겸임 제1고등학교 교장을 역임하였고, 도쿄여자경제전문학교, 도쿄식민무역어학교 등 여러 학교의 교장으로 지냈다.
와세다대학, 버클리 대학교, 스탠포드 대학교, 컬럼비아 대학교, 제네바대학교, 브리티시컬럼비아대학교, 미네소타 대학교, 해버포드 대학교, 브라운 대학교, 버지니아 대학교, 일리노이 대학교에서 객원교수 및 명예교수를 지냈다.
또한, 도쿄여자대학을 창립한 초대 학장이며, 삿포로에 엔유야간학교(遠友夜学校)를 창립하였고, 도쿄여자경제전문학교(東京女子経済専門学校) 초대 교장, 제일고등학교(第一高等学校) 교장, 도쿄식민무역어학교(東京植民貿易語学校) 교장, 타쿠쇼쿠대학 학감, 츠다주쿠대학(津田塾大学) 고문 등을 역임하였다.
1920년에서 1926년까지는 국제연맹 사무차장을 역임하였으며, 1933년에 캐나다 브리티시 컬럼비아주 주도인 빅토리아시에서 고인이 되었다.

## 5000엔 지폐

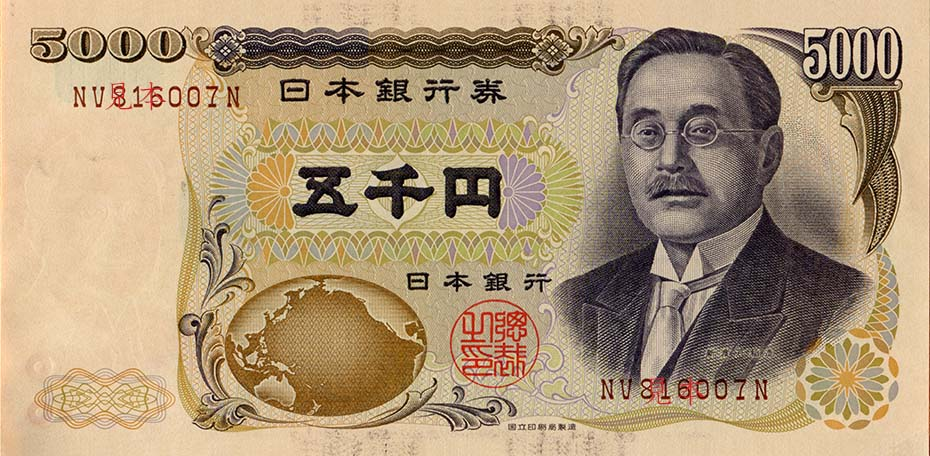
니토베 이나조가 새겨진 5000엔 지폐

니토베 이나조는 원래 5000엔 지폐의 인물이 아니었다. 일본 정부는 초창기에 쇼토쿠 태자 초상화를 사용해 오던 것을, 쇼와 59년(1984년)에 니토베 이나조로 변경하였다. 그 이후 헤이세이 16년(2004년) 이후로는 히구치 이치요로 초상화가 바뀌었다.

## 학문과 사상
- 그는 1880년대 중반 존스 홉킨스 대학원에서 허버트 백스터 애덤스(Herbert Baxter Adams)에게 국제정치학을 배우며 스스로 계몽된 사회라고 자부하던 나라들이 내세우던 야만인을 문명화해야한다는 사명에 깊은 영향을 받았다. 그는 일본을 국제적으로 인정받는 문명국 대열에 합류하도록 만들겠다고 다짐을 했는데, 1885년 삿포로에 사는 친구에게 쓴 편지에서 이를 밝혔다. 그는 토마스 아놀드(Thomas Anold)가 영국에서 그랬던 것처럼 자신도 '삿포로의 아놀드 박사'가 될 수 있기를 바란다는 포부를 전했다.

- 그는 일본의 식민정책연구를 통해서 당시 일본인들에게 식민지 정책과 제국에 관한 지식을 가르쳤다. 니토베가 일본에서 개척한 이 학문분야는 일본이 시행하고자하는 국제 정책에 대해서 일반 국민들과 공직에 진출하려는 젊은 관료들이 꼭 공부해야할 분야였다. 그의 연구를 통해서 일본에서 '보호국'이나 '병합'과 같이 일본제국을 규정한 국제용어들이 학문적으로 설명되고 권위를 지니게 되었다. 1910년 한국 병합무렵 도쿄의 대학과 직업학교 그리고 고등학교에서는 모두 식민 정책 분야를 가르쳤고 이를 통해 일본인들은 한일병합이 제국주의 정치라는 보다 넓은 국제적 문맥에서 어떤 의미를 갖는지 배웠다. 이렇게 함으로 일본은 미국이 필리핀을 통치하고 프랑스가 베트남을 통치하는 방식과 유사하게 일본제국도 식민지를 통치한다는 상식을 전파했다.

- 그는 1910년 도쿄대학에서 식민정책과목을 가르칠 때 항상 칠판에 "식민지화는 문명을 전파하는 일이다"라는 글귀를 써넣고 강의를 시작했다. 니토베는 한국인들이 일본 식민주의자들이 자신을 개화시켜 주기를 기다리고 있다고 보았다.

- 또한 그는 1932년 일본의 만주침략을 논리적으로 옹호했으며, 여름 동안 미국 전역을 순회하면서 일본의 행동을 설명했고 미국 CBS 라디오 방송에서 많은 미국 청중을 대상으로 일본의 행동을 정당화했다.[1]

- 제1고등학교의 교장으로 지내며 항상 학생들의 엘리트주의에 빠지는 것을 경계하게 했다고 한다. 즉 학문을 배우는 것 보다는 실행에 옮기는것을 중시하게 하는 등, 인격형성의 교육에 큰 영향을 끼쳤다.

- 그는 생전에 특히 사회적 약자, 여성에 대한 교육의 중요성을 중요시했다고 한다. 도쿄여자대학, 쓰다주쿠대학, 도쿄여자경제전문학교 등 여러 여자학교를 설립하거나 교장직을 맡았다.

- 특히 그는 유럽권 국가처럼 식민지를 단순히 경제적 자원으로 취급하는 방식은 잘못되었다고 주장하고, 문명국으로서 식민지 주민의 이익을 중시해야 한다고 믿었다. 즉 학교나 병원 등을 설립하여 식민지를 위해 선진 문물, 문명을 전파하고 근대화를 시키는 것으로 계몽시켜야 한다고 주장했다.

## 명언
이 상에는 완전무결한 것도 없고, 전혀 쓸모없는 것도 없다.
우리의 부모에게도, 친구에게도 결점이 있고 우리가 증오하고 싫어하는 사람에게도 장점은 있다.

## 그 외
니토베 이나조의 가장 유명한 저서로서, 부시도(Bushido: The Soul of Japan)가 있다. 1900년에 집필되었으며, 서양인 친구에게 "서양에서는 종교 교육에 의해 도덕 교육이 이루어지는 반면에 일본은 어떤 방식으로 도덕 교육이 이루어지냐?"라는 질문에, 고민을 했다고 한다. 그 후, 귀국하여 니토베 이나조는 일본의 전통적인 사무라이의 정신이었던 부시도(武士道, 무사도)가 그에 상당하는 개념이라는 내용의 책을 집필했다. 영어로 된 이 책은 일본 최초의 전세계 베스트셀러 책이 되었으며, 후에 일본어로 번역이 되었다.

## 같이 보기
- 식민사관
- 정한론
- 야나이하라 다다오
- 기쿠치 겐조(菊池 謙譲)
- 오다 쇼고
- 다보하시 기요시(田保橋 潔)
- 조슈벌(長州閥)
- 사쓰마벌(薩摩閥)